# نوا، مرکب‌خوانی
نوا، مُرکَب‌خوانی یا به اختصار، نوا آلبوم موسیقی ایرانی با آهنگ‌سازی پرویز مشکاتیان، صدای محمدرضا شجریان و اجرای گروه عارف است که در سال ۱۳۶۵ منتشر شد.
این آلبوم در دستگاه نوا آغاز شده و سپس در گوشه‌هایی از شور، بیات ترک و سه‌گاه ادامه می‌یابد و به این دلیل، مرکب‌خوانی نامیده شده‌است. اشعار این آلبوم از سروده‌های سعدی، مولانا و بابا طاهر می‌باشند.

## نوازندگان
- پرویز مشکاتیان: سنتور
- محمد فیروزی: بربط
- محمد موسوی: نی (همنواز آواز)
- جمشید عندلیبی: نی
- اردشیر کامکار: کمانچه و قیچک
- ارژنگ کامکار: تنبک
- بیژن کامکار: دف
- منصور سینکی: تار و بم تار

## قطعات
- قطعه «طلوع» (در دستگاه نوا)
- ساز و آواز (غزل سعدی) با همراهی نی محمد موسوی
- قطعه «نهفت» از ساخته‌های استاد ابوالحسن صبا و استاد سعید هرمزی با تنظیم استاد پرویز مشکاتیان در دستگاه نوا
- ساز و آواز (دو غزل از سعدی و دوبیتی‌های باباطاهر) با همراهی نی توسط محمد موسوی
- تصنیف جان جهان، از غزلیات مولوی

## ترانه و آواز

### بگذار تا مقابل روی تو بگذریم
آواز نوای مرکب، شعر از سعدی:

(در آمد نوا)

بگذار تا مقابل روی تو بگذریم

بگذار

بگذار تا مقابل روی تو بگذریم

دزدیده در شمایل خوب تو بنگریم

دزدیده در شمایل خوب تو بنگریم

(جمله‌ی اول گَردانیه)

شوق است در جدایی و جور است در نظر

شوق است در جدایی و جور است در نظر

هم جور به که طاقت شوقت نیاوریم

(تحریر نغمه)

(جمله‌ی دوم گَردانیه)

گفتی ز خاک بیشترند اهل عشق من

از خاک بیشتر نه که از خاک کمتریم

(گَوشت)

ما را سری است با تو که گر خلق روزگار

دشمن شوند و سر برود هم بر آن سریم

(فرود به نوا)

(تحریر بیات راجه، اشاره به عراق و بیات راجه)

ما را سری است با تو که گر خلق روزگار

دشمن شوند و سر برود هم بر آن سریم

(اوج)

گفتی ز خاک بیشترند اهل عشق من

گفتی ز خاک بیشترند اهل عشق من

از خاک بیشتر نه که از خاک کمتریم

(اوج)

روی ار به روی ما نکنی حکم از آن توست

باز آ

(قرچه)

باز آ که روی در قدمانت بگستریم

باز آ که روی در قدمانت بگستریم

(جمله‌ی اول رضوی)

ما با توایم و با تو نه‌ایم، اینت بوالعجب

در حلقه‌ایم با تو و چون حلقه بر دریم

(جمله‌‌یی دوم رضوی)

نه بوی مهر می‌شنویم از تو ای عجب

نه روی آنکه مهر دگر کس بپروریم

(جمله‌ی اول سلمک)

از دشمنان برند شکایت به دوستان

چون دوست دشمن است شکایت کجا بریم؟

(جمله‌یی دوم سلمک)

ما خود نمی‌رویم دوان از قفای کس

آن می‌برد که ما به کمند وی اندریم

(فرود به نوا)

(فرود نوا)

سعدی تو کیستی

سعدی تو کیستی که در این حلقه‌ی کمند

چندان فتاده‌اند که ما صید لاغریم

(فرود از نوا به شور)

### ما گدایان خیل سلطانیم
آواز نوای مرکب، شعر از سعدی و بابا طاهر.

(نهفت)

ما گدایان خیل سلطانیم

شهربند هوای جانانیم

(نهفت)

بنده را نام خویشتن نبُوَد

هر چه ما را لقب دهند آنیم

(نهفت)

گر برانند و گر ببخشایند

ره به جای دگر نمی‌دانیم

(نهفت)

چون دلارام می‌زند شمشیر

سر ببازیم و رخ نگردانیم

(نهفت)

دوستان در هوای صحبت یار

زر فشانند و ما سر افشانیم

(عشاق)

هر گلی نو که در جهان آید

ما به عشقش هزاردستانیم

(عشاق)

هر گلی نو که در جهان آید

ما به عشقش هزاردستانیم

تنگ‌چشمان نظر به میوه کنند

(رُهاب)

ما تماشاکنان بُستانیم

(بسته‌نگار)

(گردانیه)

تو به سیمای شخص می‌نگری

ما در آثار صُنع حیرانیم

ما در آثار صُنع حیرانیم

(درآمد ابوعطا)

هر چه گفتیم جز حکایت دوست

در همه عمر از آن پشیمانیم

(درآمد ابوعطا)

سعدیا! بی‌وجود صحبت یار

همه عالم به هیچ نستانیم

### غم زمانه خورم یا فراق یار کشم
(درآمد بیات ترک)

غم زمانه خورم یا فراق یار کشم

به طاقتی که ندارم کدام بار کشم

(قطار)

غم زمانه خورم یا فراق یار کشم

به طاقتی که ندارم کدام بار کشم

(قطار)

نه دست صبر که در آستین عقل برم

نه پای عقل که در دامن قرار کشم

(قطار)

نه قوتی که توانم کناره جستن از او

نه قدرتی که به شوخیش در کنار کشم

(جامه‌دران)

چو می‌توان به صبوری کشید جور عدو

چرا صبور نباشم

چرا صبور نباشم که جور یار کشم

(فرود به نوا)

(رُهاب)

شراب‌خوردهٔ ساقی ز جام صافی وصل

ضرورت است که دردسر خمار کشم ضرورت است که درد سر خمار کشد
(رُهاب)

گلی چو روی تو گر در چمن به دست آید

کمینه دیدهٔ سعدیش پیش خار کشم
 کمینِ دیده سعدیش پیش خار کشد
(فرود به سه‌گاه)

(درآمد سه‌گاه)

الهی آتش عشقم به جان زن

شرر ز آن شعله‌ام بر استخوان زن

(درآمد سه‌گاه)

چو شمعم برفروز از آتش عشق

بر آن آتش دلم پروانه‌سان زن

(مویه)

هزاران غم به دل اندوته دیرم

به سینه آتشی افروته دیرم

(فرود به نوا)

به یک آه سحرگاه از دل تنگ

هزاران مدعی را سوته دیرم

### جان جهان
تصنیف نوا، شعر از مولوی (سدهٔ ۷)، آهنگ از پرویز مشکاتیان.
| جان جهان دوش کجا بوده‌ای    |  | نی غلطم در دل ما بوده‌ای   |
| آه که من دوش چه سان بوده‌ام |  | آه که تو دوش که را بوده‌ای |
| رشک برم کاش قبا بودمی      |  | چون که در آغوش قبا بوده‌ای |
| زَهره ندارم که بگویم تو را  |  | بی من بیچاره کجا بوده‌ای   |
| آینه‌ای رنگ تو عکس کسی است  |  | تو ز همه رنگ جدا بوده‌ای   |
| رنگ رخ خوب تو آخر گواست    |  | در حرم لطف خدا بوده‌ای     |